# Wien, mein Sinn!
Wien, mein Sinn! ist ein Walzer von Johann Strauss (Sohn) (op. 192). Das Werk wurde am 23. Februar 1857 im Tanzlokal Zum Sperl erstmals aufgeführt.

## Einzelnachweis
1. ↑  Quelle: Englische Version des Booklets (Seite 65) in der 52 CDs umfassenden Gesamtausgabe der Orchesterwerke von Johann Strauß (Sohn), Hrsg. Naxos (Label). Das Werk ist als vierter Titel auf der 23. CD zu hören.